# Bávaro central
El bávaro central (en bávaro Mittlboarisch, en alemán Mittelbairisch) es un dialecto del idioma bávaro. Se habla en la Baja y la Alta Baviera, al sur del Alto Palatinado, en el Flachgau, en la Alta Austria, la Baja Austria y en Viena (véase Bávaro vienés). En zonas limítrofes del Tirol, Salzburgo (sin el Flachgau), la Alta Estiria y Burgenland se hablan variedades del subdialecto bávaro central meridional.
Este dialecto tiene mucha influencia sobre los dialectos bávaros meridional y septentrional, puesto que casi todas las grandes ciudades del área lingüística del bávaro se encuentran en la zona del Danubio, lo que hace que el bávaro central tenga un gran prestigio incluso fuera de las áreas donde se habla. Las diferencias regionales entre las variedades de las tierras bajas del Danubio entre el río Lech y el Leitha son por lo general menores que entre los diferentes valles que componen el dominio del bávaro meridional.

## Características
Una característica general de este dialecto es que las consonantes oclusivas sordas como "p", "t", "k" se sonorizan como "b", "d", "g", por ejemplo Bèch, Dåg, Gnechd (en alemán estándar Pech, Tag, Knecht). No obstante, la k- se conserva sorda si va en posición inicial delante de una vocal (por ejemplo en Khuá (vaca), en alemán estándar "Kuh"). Además las palabras acabadas en -n tienden la nasalizar la vocal precedente, desapareciendo además la "n" final como en  kôô (en alemán estándar "kann", también sin nasalizar ko) o Môô (en alemán estándar "Mann", también sin nasalizar Mo). La nasalización o no de la vocal depende de cada región.

## Subdialectos
El bávaro central se suele dividir en bávaro central occidental (en bávaro Westmittlboarisch, también conocido como "bávaro viejo") y bávaro central oriental (en bávaro Ostmittelbairisch). La frontera entre las dos variedades se encuentra en la Alta Austria, aunque debido a la fuerte presión del dialecto vienés se está desplazando hacia la frontera entre Baviera y Austria. Las variedades central septentrional y central meridional son de transición hacia los respectivos dialectos septentrionales y meridionales.